# モルチャーノ・ディ・ロマーニャ
モルチャーノ・ディ・ロマーニャ（伊: Morciano di Romagna）は、イタリア共和国エミリア＝ロマーニャ州リミニ県にある、人口約7,100人の基礎自治体（コムーネ）。

## 地理

### 位置・広がり
リミニ県南東部のコムーネ。サンマリノ市から東へ16km、県都リミニから南南東へ19km、ペーザロから西へ21kmの距離にある。

#### 隣接コムーネ
隣接するコムーネは以下の通り。
- モンテフィオーレ・コンカ
- サルデーチョ
- サン・クレメンテ
- サン・ジョヴァンニ・イン・マリニャーノ

### 気候分類・地震分類
モルチャーノ・ディ・ロマーニャにおけるイタリアの気候分類 (it) および度日は、zona E, 2257 GGである。
また、イタリアの地震リスク階級 (it) では、zona 2 (sismicità media) に分類される。